# In Aménas
In Aménas (in arabo إن أمناس‎?, ’in 'amanas) è una città e municipalità nell'est dell'Algeria, vicino al confine con la Libia da cui dista 30 km. La popolazione è di 7.385 abitanti.
L'impianto per il trattamento del gas metano vicino alla città, in mano ai terroristi, è stato attaccato dall'esercito algerino il 16 gennaio 2013 con la morte di numerosi ostaggi.

## Infrastrutture e trasporti
La città è servita dall'Aeroporto di Zarzaitine-In Aménas con voli della Air Algérie verso Algeri, Hassi Messaoud, Orano e Ouargla e con la compagnia Tassili Airlines con voli verso Adrar, El Golea, El Oued, In Salah, Tébessa e Touggourt.